# فتح القدیر
فتح القدیر اثر محمد شوکانی از تفاسیر قرآن است که نزد اهل سنت مرجع به‌شمار می‌رود به این دلیل که جمع بین تفسیر روایی و تفسیر درایی است. شوکانی نگارش آن را در ربیع‌الثانی ۱۲۲۳ ه‍.ق آغاز کرد.
برخی از منابعی که شوکانی در نگارش کتاب از آن‌ها استفاده کرده عبارتند از: تفسیر عبدالرزاق، تفسیر زمخشری، تفسیر ابن عطیه دمشقی، تفسیر ابن عطیه آندلسی، تفسیر عبد بن حمید، تفسیر طبری، تفسیر قرطبی، تفسیر ابن ابی‌حاتم، تفسیر ثعلبی، مسند احمد، مصنف ابن ابی‌شیبه.